# HD 211575
Désignations
HD 211575 est une étoile de la constellation du Verseau, qui se situe entre Gamma Aquarii, Pi Aquarii et Alpha Aquarii. Elle est membre du courant d'étoiles de la Grande Ourse.